# Mückenputzer

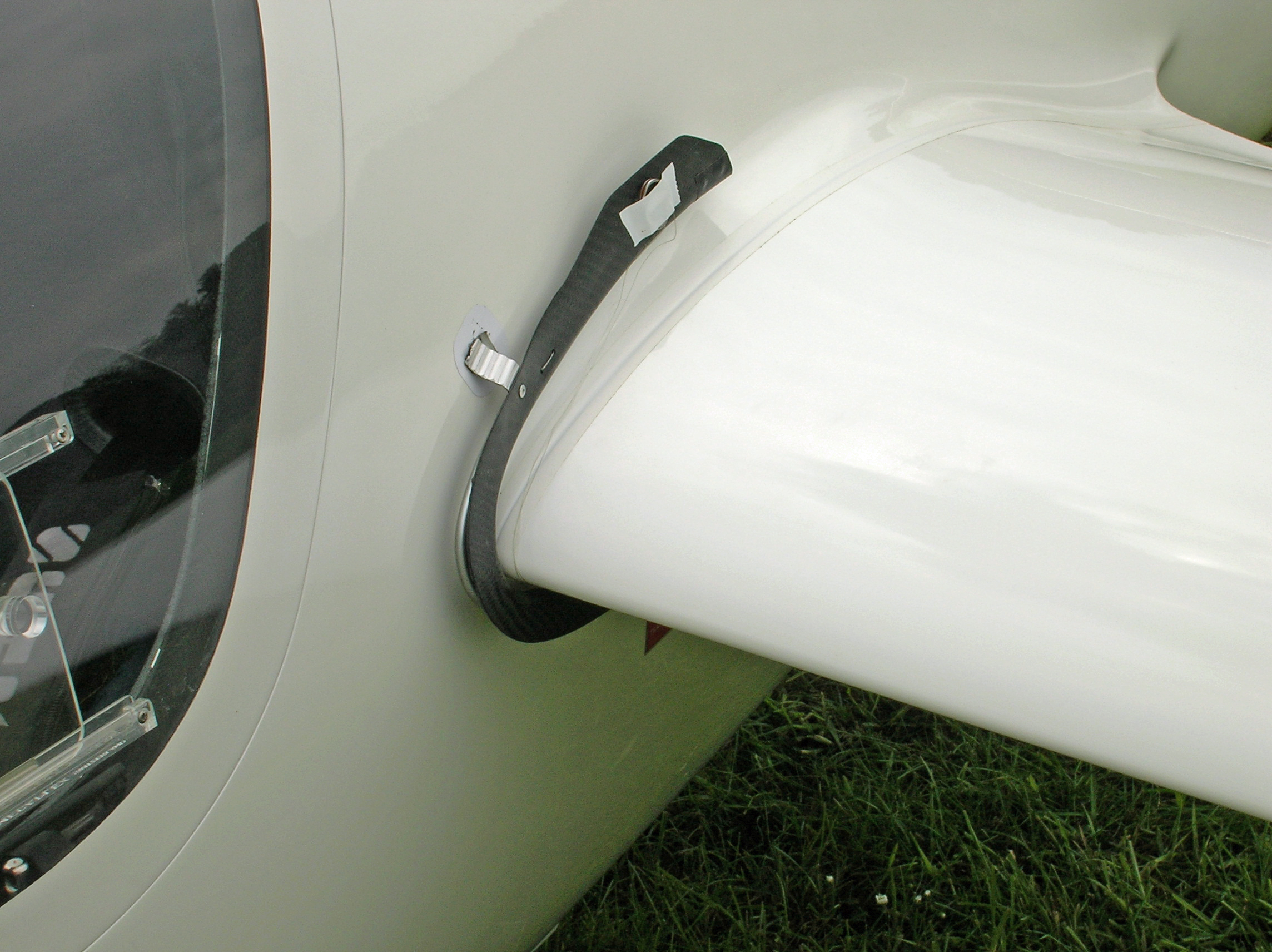
Mückenputzer in Parkposition an einem Ventus. Bei genauem Hinsehen lässt sich der Reinigungsfaden erkennen.

Als Mückenputzer (engl. bug wiper) bezeichnet man im Segelflugsport eine Vorrichtung, mit der sich während des Fluges tote Insekten von der Profilnase der Tragflächen entfernen lassen.

## Hintergrund
Bei länger andauernden Flügen sammeln sich an der Profilnase eines Flugzeuges Insektenkadaver an, die negativen Einfluss auf die Flugleistung haben. Insbesondere die bei modernen Hochleistungssegelflugzeugen verwendeten Laminarprofile sind davon betroffen, da die Kadaver die laminare Grenzschicht stören. Da unter Wettbewerbspiloten großer Wert auf bestmögliche Gleitleistungen gelegt wird, gibt es seit mindestens Ende der 1980er Jahre Bestrebungen, die störenden Kadaver während des Fluges entfernen zu können.

## Geschichte
Erfunden wurden die „Bug-Wiper“ - Mückeputzer von Herbert Pirker und wurden von ihm gemeinsam mit Friedel Storka vertrieben. Zuerst als rein mechanisches System wurden später auch elektrische Winden etabliert. Die Firma BWS ist in weiterer Folge in der Firma „Laminar Aerotec“ aufgegangen. Die Mückenputzer wurden weiter entwickelt, zu den „Flexi-Putzern“ diese sind mit einem patentierten Gelenksystem ausgestattet und passen sich so an jedes Profil an.

## Funktionsweise
Der Mückenputzer besteht im Wesentlichen aus einem die Profilnase umschließenden Plastikbügel, in den ein Putzfaden (z. B. aus Nylon) eingespannt wird. Durch den Fahrtwind angetrieben, gleitet er am Flügel entlang nach außen, während der Faden die Kadaver von der Oberfläche schabt. Ist der Putzer am äußeren Flügelende angekommen, wird er durch eine Handkurbel oder einen kleinen Elektromotor an einem Rückholseil wieder an den Flugzeugrumpf herangezogen, wo er bis zur nächsten Verwendung arretiert wird.

## Mückenputzergarage
In seiner üblichen Parkposition am Rumpf-Flächenübergang erzeugt der Mückenputzer seinerseits natürlich zusätzlichen Luftwiderstand. Dieser ist zwar bei modernen Systemen im „Kosten-Nutzen-Vergleich“ vernachlässigbar, war allerdings für den deutschen Segelflugzeughersteller DG Flugzeugbau Anlass genug, nach einer Optimierungsmöglichkeit zu suchen: Bei der DG-808 wurden in der Rumpfoberfläche optional spezielle Einbuchtungen – die Mückenputzergaragen – eingelassen, in die der Mückenputzer passgenau versenkt werden kann. Auch die ebenfalls von DG produzierte LS10 verfügt serienmäßig über Mückenputzergaragen. Flugzeuge anderer Hersteller wie die Schleicher ASH 30 Mi oder die Jonker JS1 werden inzwischen ebenfalls mit solchen Vorrichtungen ausgerüstet.

## Andere Anwendung
Ausgehend von den beim Segelflug gebräuchlichen Mückenputzern meldete der US-Amerikaner Joseph P. Walter im Mai 2008 ein ähnliches System zum Patent an, das es ermöglichen soll, die Rotorblätter von Windkraftanlagen während des Betriebes von Mückenkadavern und anderen Verschmutzungen zu befreien.